# Всесвітня асоціація вітрової енергетики
Всесвітня асоціація вітрової енергетики (ВАВЕ) - це міжнародна некомерційна асоціація, що представляє вітроенергетичний сектор у всьому світі, з членами у 100 країнах, серед яких провідні національні та регіональні асоціації вітроенергетики. Організація працює на просуванні та впровадженні в усьому світі технологій вітроенергетики та виступає за майбутню енергетичну систему, засновану на відновлюваній енергії . 

## Історія
Всесвітня асоціація вітроенергетики ВАВЕ була заснована в 2001 р.  як міжнародна організація всесвітнього просування енергії вітру і має широке суспільне представництво та інтерес до використання енергії вітру в усьому світі. Членами-засновниками ВАВЕ є національні асоціації вітроенергетики багатьох країн. До інших членів належать консультаційні фірми, наукові установи, лабораторії, академіки, студенти, любителі вітроенергетики та постачальники обладнання. 

## Членство
Існують різні категорії членства: 
- Звичайні члени: асоціації вітроенергетики
- Наукові члени: науково-дослідні інститути
- Корпоративні члени: компанії та державні органи
- Окремі члени

ВАВЕ має понад 600 членів у понад 100 країнах з усіх континентів (станом на листопад 2019 року). 

## Організаційна структура
ВАВЕ керує радою, яка наразі складається з президента Пітера Ра  з Австралії та віце-президентів з усіх континентів. Повний список членів правління ВАВЕ, які представляють усі континенти, можна знайти на вебсайті ВАВЕ www.wwindea.org. 

## Штаб-квартира
Головний офіс ВАВЕ розташований у Бонні, недалеко від Кампусу ООН, яким керує Генеральний секретар Штефан Ґсенґер . 

## Обговорення міжнародної політики
ВАВЕ - це голос, що підтримує енергію вітру та інші відновлювані джерела під час енергетичних конференцій та в ЗМІ по всьому світу. Заяви ВАВЕ, так само як і резолюції Всесвітньої конференції з вітрової енергетики (ВКВЕ), були прийняті під час міжнародних обговорень і є керівними для органів, які приймають політичні рішення. ВАВЕ також брала участь у Міжнародній конференції з відновлюваних джерел енергії 2004 р. (Бонн, червень 2004 р.) Та в міжнародній конференції з відновлюваної енергетики (BIREC) у Пекіні 2005 року. 
ВАВЕ отримала спеціальний консультативний статус в ООН у 2007 році, була акредитована в РКЗК ООН і співпрацює з такими організаціями, як ЮНЕП, ЮНЕСКО, ЮНДЕСА, МЕА та Світовий банк. З 2003 року він підтримує ініціативу щодо створення Міжнародного агентства з відновлюваної енергетики (IRENA), яке було засноване в Бонні 26 січня 2009 року. 
ВАВЕ - член-засновник Міжнародного альянсу з відновлюваної енергетики (IREA), що складається з Міжнародної асоціації гідроенергетики (IHA), Міжнародного товариства сонячної енергії (ISES), Міжнародної геотермальної асоціації (IGA) і з червня 2009 року Всесвітньої асоціації біоенергетики (WBA). ВАВЕ співпрацює з іншими міжнародними організаціями з відновлювальної енергетики. Наприклад, вона представлена в керівному комітеті глобальної політики REN21 і є членом Всесвітньої ради з відновлюваної енергії (WCRE). 

## Всесвітня конференція з вітрової енергетики (ВКВЕ)
ВАВЕ щороку організовує Всесвітні виставки та конференції з вітроенергетики на різних континентах. ВКВЕ відбулися у Берліні (Німеччина) у 2002 році, Кейптаун (Південна Африка) у 2003 році та Пекіні (Китай) у 2004 році. У третьому ВКВЕ у Пекіні взяли участь понад 2000 учасників, що стало найбільшою вітровою подією, що коли-небудь проводилася за межами ЄС та США. Четвертий ВАВЕ відбувся в Мельбурні (Австралія). У 5-му ВКВЕ в Нью-Делі, Індія, з 6 по 8 листопада 2006 р. Брали участь майже 2000 делегатів з усього світу. Шостий ВКВЕ відбувся в Мар-дель-Плата (Аргентина) у жовтні 2007 року, спільно організований Аргентинською асоціацією вітрової енергетики (AAEE) та ВАВЕ (див. www.wwec2007.org). 
У червні 2008 року в Кінгстоні (Онтаріо, Канада) відбулася 7-а спеціальна тема "Сила громади", спільно організована Асоціацією сталої енергетики Онтаріо (OSEA), коледжем Сент-Лоренс (SLC, Кінгстон) та ВАВЕ (див. www.wwec2008.com) 
23-25 травня 2009 року ВКВЕ2009 було організовано разом з Корейською асоціацією вітроенергетики на острові Чеджу, Південна Корея. 
ВКВЕ2010 проходила у Стамбулі (Туреччина) з 15 по 17 червня 2010 року під темою «Масштабна інтеграція вітроенергетики». 
ВКВЕ2011 проходила у Каїрі (Єгипет) з 31 жовтня по 2 листопада 2011 року під темою "Екологізація енергії: перетворення пустель у електростанції" (www.wwec2011.net). 
ВКВЕ2012 проходила у Бонні (Німеччина) 3–5 липня 2012 року на тему «Сила громади - сила громадян» (www.wwec2012.net). 
ВКВЕ2013 проходила у Гавані (Куба) 3–5 червня 2013 року під темою «Відкриття дверей для Карибського вітру». 
ВКВЕ2014 проходила у Шанхаї (Китай) з 7 по 9 квітня 2014 року на тему "Розподілене покоління: відповідність попиту та пропозиції". 
ВКВЕ2015 відбулася в Єрусалимі з 26 по 28 жовтня 2015 року під темою "Інновації для 100% відновлюваної енергії". 
ВКВЕ2016 проходила у Токіо з 31 жовтня по 2 листопада 2016 року. 
ВКВЕ2017 відбувся в Мальме, Швеція, у червні 2017 року. 
Ці конференції мали глибокий вплив на політичний простір  вітроенергетики відповідних країн. Китай розпочав свою програму вітроенергетики після ВКВЕ2004, що відбулася в Пекіні, і станом на 2013 рік країна лідирувала у вітроенергетичних установках. Конференція в Індії в 2006 році мала надзвичайну глобальну участь і на ній виступив тодішній президент Індії - почесний доктор Абдул Калам. Крім того, у рамках ВКВЕ2006 було проведено конкурс живопису за участю школярів з усього Делі. Це сприяло підвищенню рівня обізнаності про енергію вітру серед дітей, які навчаються в школі. Наслідком ВКВЕ2008 у Кінгстоні стало запровадження першого тарифного законодавства у Північній Америці, Закону про зелену енергію в Онтаріо. 

## Зовнішні посилання
- Офіційний сайт